# Francisco Serrador
Francisco Serrador Carbonell (Valência, 8 de dezembro de 1872 — Rio de Janeiro, 22 de março de 1941) foi um empresário espanhol radicado no Brasil.
Foi proprietário de hotéis, cassinos, teatros e cinemas em várias cidades brasileiras, principalmente Rio de Janeiro, São Paulo e Curitiba.

## Biografia
No fim do século XIX, aportou em Santos, vindo de sua terra natal, Valência, sem quaisquer recursos financeiros.  Mudou-se logo para Curitiba, onde iniciou um comércio de peixes e frutos do mar. Anos após, bem-sucedido, mudou-se para São Paulo, onde deu início a uma promissora carreira no ramo do entretenimento, posteriormente transferindo a sede de seus negócios para o Rio de Janeiro. Foi um dos maiores proprietários de imóveis do país, ele também ficou famoso por ser um dos primeiros a introduzir o hábito de comer cachorro-quente no Brasil através da venda do mesmo em seus cinemas. A novidade inspirou Lamartine Babo e Ary Barroso, a criarem em 1928, a marchinha de carnaval "Cachorro-Quente".
Serrador foi um dos precursores do Cinema do Brasil, tendo sido proprietário de inúmeros cinemas, sendo que na primeira metade do século XX, o seu "Circuito Serrador" tinha salas de cinemas nas principais cidades brasileiras, tendo se tornado um império do entretenimento. Em viagem a Nova Iorque, conheceu o Times Square, e, deslumbrado, decidiu transformar o entorno da Praça Floriano, no centro da cidade, em algo parecido, tendo assim nascido a Cinelândia. Um dos maiores ícones do Rio de Janeiro, o Edifício Serrador, desponta como um dos principais e mais belos edifícios comerciais da cidade, construído próximo ao local onde antes se localizava o Palácio Monroe, na Praça Mahatma Gandhi. Há também uma rua que leva seu nome e, em frente ao Edifício Odeon, um busto seu em bronze.